# マリーノ・トンネル
マリーノ・トンネル (Galleria di Marino) は、1886年にローマ＝アルバーノ線に開通した鉄道トンネルで、アルバーノ湖の北の岩だらけの山稜を越えるために実現した。国道216第3マレンマと国道217ヴィア・デイ・ラーギの下を通っている。マリーノ・ラツィアーレ駅とカステル・ガンドルフォ駅との間に位置する。
マリーノ・トンネルは、単線で、長さは約315m、登りカーブが一つあり、トンネルの壁には規定通り避難所の穴があいている。トンネルの出口はカステル・ガンドルフォ方面で、アルバーノ湖のパノラマが開けている。
マリーノ・トンネルはローマ＝アルバーノ線の4つのトンネルの中で2番目の長さである。他の3つのトンネルは、コッレ・チミーノ・トンネル、カステル・ガンドルフォ・トンネル、アルバーノ・ヴィッラ・ドーリア・トンネルである。
トンネルの全長の大部分はコムーネ・マリーノに属していて、残りの僅かがカステル・ガンドルフォに属している。
第二次世界大戦中の1944年2月から6月の間、マリーノ・トンネルはマリーノの多くの家族にとって連合軍の爆撃機の空襲から逃げる安全地帯であった。